# Andrea De Zordo
Andrea De Zordo, född i Faenza, är en italiensk ingenjör som är teknisk direktör för det amerikanska Formel 1-stallet Haas F1 Team sedan den 2 februari 2024.
De Zordo avlade en master i ingenjörsvetenskap vid universitetet i Bologna. År 2001 inledde han sin yrkeskarriär inom F1 med att få en anställning hos Minardi. Tre år senare gick han vidare och började arbeta för McLaren. År 2009 anslöt han sig till Scuderia Ferrari och arbetade som bland annat chef för mekanisk design och vice chefsdesigner. År 2021 flyttade han över till Haas för att vara chefsdesigner. Tre år senare lämnade Haas tekniska direktör Simone Resta stallet och Haas utsåg då De Zordo till Restas ersättare.